# Chevrolet Deluxe
Chevrolet Deluxe – samochód osobowy klasy wyższej produkowany pod amerykańską marką Chevrolet w latach 1941–1952. 

## Historia i opis modelu

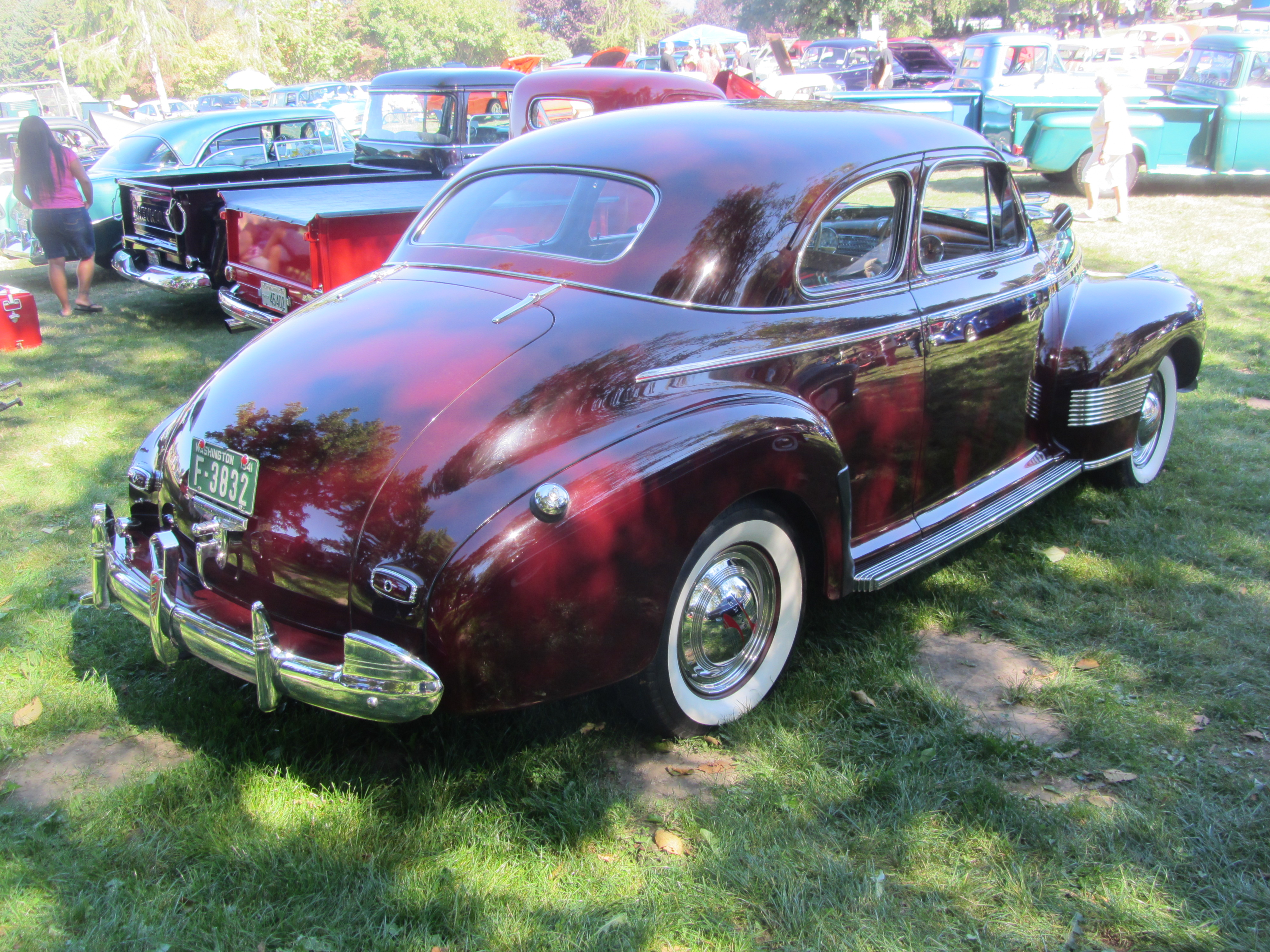
Chevrolet Deluxe z 1941 - tył

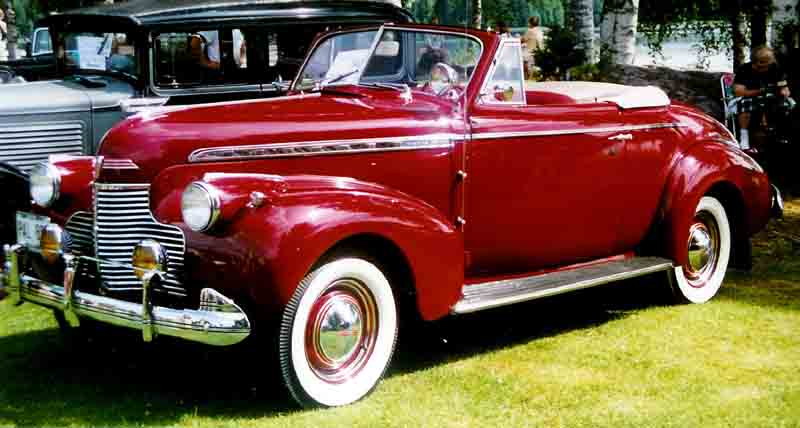
Chevrolet Deluxe Cabriolet

Dostępny jako 2-drzwiowe coupé lub 4-drzwiowy sedan. Do napędu użyto silnika R6 o pojemności 3,5 litra. Moc przenoszona była na oś tylną poprzez 3-biegową manualną skrzynię biegów. Samochód został zastąpiony przez modele 210 oraz Bel Air.
Na rok modelowy 1941 Chevrolet wprowadził nowy model samochodu, w dwóch wersjach wyposażenia: podstawowej Master Deluxe (kod fabryczny AG) i droższej Special Deluxe (kod fabryczny AH). Wiosną wprowadzono także bardziej ekskluzywny sedan o dodatkowej nazwie Fleetline. Mimo podobieństwa do ubiegłorocznego modelu, wywoływanego przez atrapę chłodnicy w podobnym stylu, nadwozie było dłuższe i szersze oraz oparte na podwoziu o wydłużonym o 3 cale, do 116 cali (295 cm) rozstawie osi. Maska silnika nadal była wąska, z wystającym nosem, ale łagodnie łączyły się z nią błotniki, w które wkomponowano w tym roku reflektory. Pod reflektorami znajdowały się światła parkingowe. Atrapa chłodnicy z poziomych wąskich chromowanych listewek rozszerzała się w dolnej części na błotniki. Błotniki nadal wystawały na boki, ale stopnie między nimi zostały zakryte dolną wygiętą na zewnątrz krawędzią drzwi. Zwiększono nieco nachylenie dzielonej szyby przedniej, szyby tylnej a także szyb bocznych. Drzwi i maska miały ukryte zawiasy.
Ceny wynosiły od 712 dolarów za dwuosobowe Master Deluxe Business Coupe przez 851 dolarów za czterodrzwiowy sedan Special Deluxe do 995 dolarów za kombi Special Deluxe. Wyprodukowano ich na rynek USA 1 008 976, w tym najwięcej dwudrzwiowych sedanów.
Na rok modelowy 1942 samochód został nieco przestylizowany, a produkowany był od września 1941 roku do końca stycznia 1942 roku, kiedy produkcja samochodów na rynek cywilny w USA została zawieszona z uwagi na wojnę. Zmienił się kształt atrapy chłodnicy, która miała obecnie centralną pionową listwę i poziome listwy po bokach. Wprowadzono dodatkową odmianę nadwoziową Fleetline: dwudrzwiowy sedan z nadwoziem fastback (Aerosedan). Master Deluxe miał kod fabryczny BG, a Special Deluxe, w tym Fleetline: BH. Wyprodukowano 258 795 samochodów tego rocznika.
Po II wojnie światowej Chevrolet wznowił w 1946 roku produkcję zmodyfikowanego modelu z 1942 roku, lecz otrzymał on nowe nazwy: Fleetmaster dla droższego i Stylemaster dla tańszego modelu. Produkowany był pod tymi nazwami do 1948 roku modelowego.
W grudniu 1948 roku Chevrolet zaprezentował nowy model 1949 roku, w którym powrócił do nazw Special dla tańszego i Deluxe dla droższego modelu.

### Dane techniczne
- R6 3,5 l (3549 cm³), 2 zawory na cylinder, OHV
- Układ zasilania: gaźnik
- Średnica cylindra × skok tłoka: 88,90 mm × 95,20 mm
- Stopień sprężania: 6,6:1
- Moc maksymalna: 86 KM (63 kW) przy 3300 obr./min
- Maksymalny moment obrotowy: 230 N•m przy 2000 obr./min